# ميدالية أويلر
ميدالية أويلر أو أوسمة أويلر هي جائزة تمنح سنويًا من قبل معهد التوافقيات وتطبيقاتها الكائن بولاية فلوريدا بالولايات المتحدة الأمريكية، والجائزة تمنح للمساهمات المتميزة في مجال التوافقيات والجائزة قاصرة على الأعضاء النشطين في المعهد.
وسميت الجائزة على اسم عالم الرياضيات السويسري ليونارد أويلر (1707م - 1783م). وقد أسست عام 1993م وأول من فاز بها العالمان : كلود بيرج ورونالد جراهام.

## التعريف بصاحب الميدالية

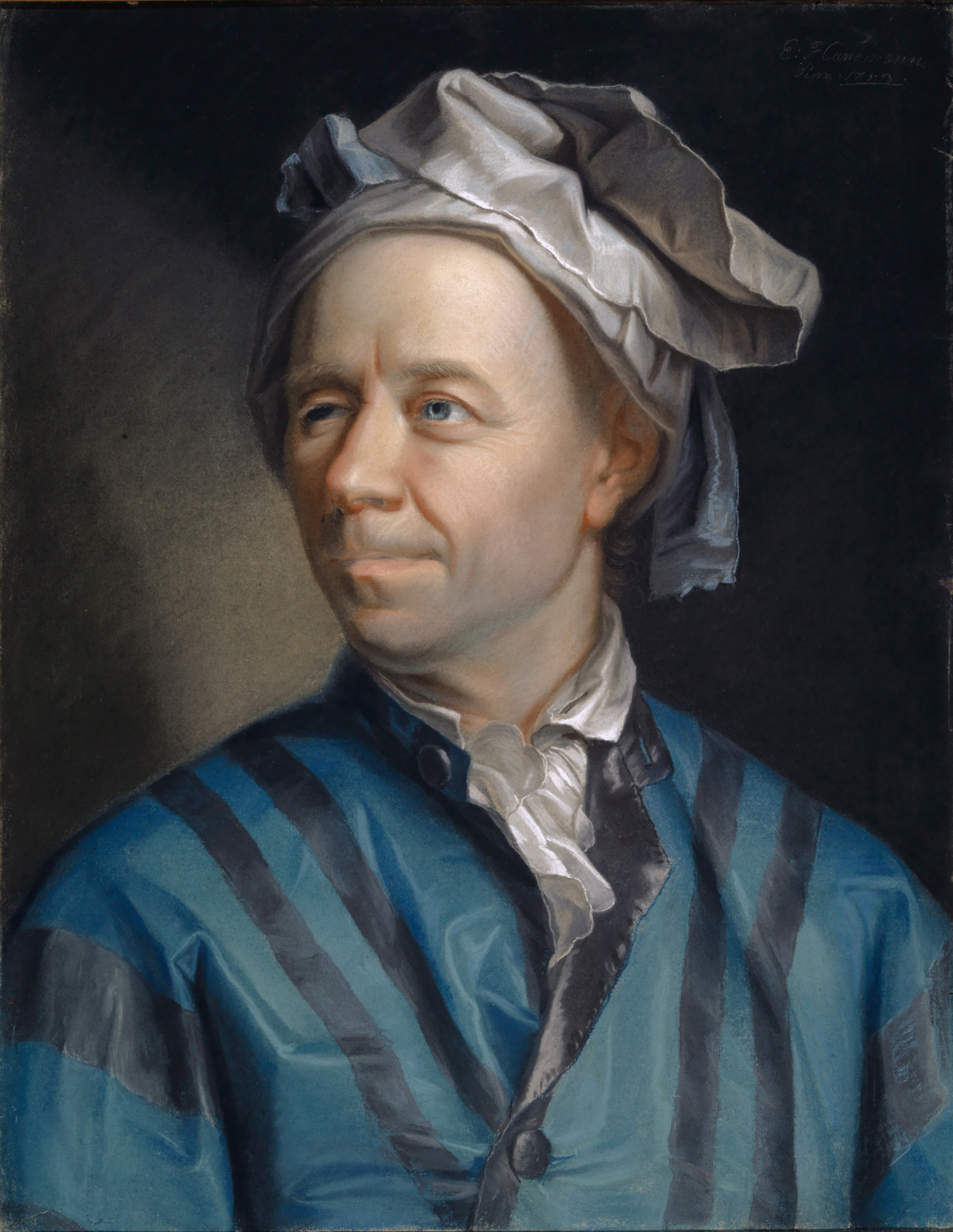
ليونارد أويلر

هو ليونارد أويلر (1707م - 1783م) من أعظم علماء الرياضيات في التاريخ. يمتد عمله في جميع مجالات الرياضيات، وكتب 80 مجلدا من الأبحاث.
ولد أويلر في سويسرا ودرس في بازل ، لكنه عاش معظم حياته في برلين وبروسيا وسانت بطرسبرغ ، روسيا.
اخترع أويلر الكثير من المصطلحات والرموز الرياضية الحديثة، وقام باكتشافات مهمة في حساب التفاضل والتكامل والتحليل ونظرية الرسم البياني والفيزياء وعلم الفلك والعديد من الموضوعات الأخرى.

## الفائزون بميدالية أويلر
- (2020) مارستون كوندر
- (2019) لم تمنح ميدالية
- (2018) ديتر جونجنيكل
- (2017) فان تشونغ
- (2016) جيمس هيرشفيلد
- (2015) لم يتم منح ميدالية
- (2014) بريان السباتش
- (2013) كيرت ليندنر
- (2012) اليكس روزا
- (2011) شيريل بريجر
- (2010) بوجان موهار
- (2009) لم يتم منح ميدالية -
- (2008) غابور كورتشماروس
- (2007) ستيفن ميلن، هيكو هاربورث
- (2006) كليمنت دبليو إتش لام، نيك ورمالد
- (2005) رالف فودري وأفيزري فرانكيل
- (2004) دورون زيلبرغر، تشو لي
- (2003) بيتر كاميرون، تشارلز كولبورن
- (2002) هربرت ويلف
- (2001) سبيروس ماجليفيراس
- (2000) ريتشارد أ.برالدي، هورست ساكس
- (1999) ديجين راي شودري
- (1998) بيتر لاديسلاو هامر، أنتوني هيلتون
- (1997) لم يتم منح ميدالية -
- (1996) جيه إتش فان لينت
- (1995) هانفريد لينز
- (1994) جوزيف أ. ثاس
- (1993) كلود بيرج ورونالد جراهام